# Mahaśiwaratri
Mahaśiwaratri (dewanagari महाशिवरात्रि, „Wielka noc Śiwy”, też Śiwaratri ang. Shivaratri) – święto hinduskie, przypadające czternastego dnia księżycowego miesiąca phalgun (przełom lutego i marca). Dla wyznawców Śiwy jest to najważniejsze święto w roku.

## Terminy
- 6 marca 2008
- 7 marca 2016
- 24 lutego 2017[1]